# Вильде, Федерико
Федерико Вильде (исп. Federico Wilde; 14 января 1912, по другим данным 1909, Санта-Фе — неизвестно) — аргентинский футболист, правый полузащитник.

## Карьера
Федерико Вильде начал карьеру в клубе «Сан-Мартин» из Санта-Фе. В 1928 году он перешёл в клуб «Унион». 28 апреля 1929 года Вильде участвовал в матче «Униона» со сборной Ассоциацией любительского футбола Аргентины, где забил гол, а его команда победила со счётом 3:1. С «Унионом» он стал шестикратным чемпионом Санта-Фе в 1932, 1934, 1935, 1936, 1938 и 1939 годах. В 1939 году Вильде ушёл в клуб «Спортиво».
В составе сборной Аргентины Вильде дебютировал на 19 марта 1934 года в матче с «Архентино Пеньяроль». Во второй игре он забил первый мяч за сборную, поразив ворота «Ривер Плейта». 27 мая 1934 года Вильде вышел на поле в матче с Швецией, где его команда проиграла со счётом 2:3. 14 июня он сыграл последний матч в составе аргентинцев, где его команды обыграла сборную клубов Италии.

## Международная статистика
| Матчи Федерико Вильде за сборную Аргентины | Матчи Федерико Вильде за сборную Аргентины | Матчи Федерико Вильде за сборную Аргентины | Матчи Федерико Вильде за сборную Аргентины | Матчи Федерико Вильде за сборную Аргентины | Матчи Федерико Вильде за сборную Аргентины | Матчи Федерико Вильде за сборную Аргентины |
| ------------------------------------------ | ------------------------------------------ | ------------------------------------------ | ------------------------------------------ | ------------------------------------------ | ------------------------------------------ | ------------------------------------------ |
| №                                          | Дата                                       | Место проведения                           | Оппонент                                   | Счёт                                       | Голы                                       | Турнир                                     |
| 1                                          | 19 марта 1934                              | Кордова                                    | Архентино Пеньяроль                        | 3:3                                        | —                                          | Товарищеский матч                          |
| 2                                          | 30 марта 1934                              | Буэнос-Айрес                               | Ривер Плейт                                | 4:1                                        | 1                                          | Товарищеский матч                          |
| 3                                          | 27 мая 1934                                | Болонья                                    | Швеция                                     | 2:3                                        | —                                          | Чемпионат мира                             |
| 4                                          | 14 июня 1934                               | Милан                                      | сборная клубов Италии                      | 2:0                                        | —                                          | Товарищеский матч                          |